# Liste der Baudenkmäler in Stein (Mittelfranken)
Auf dieser Seite sind die Baudenkmäler in der mittelfränkischen Stadt Stein zusammengestellt. Diese Tabelle ist eine Teilliste der Liste der Baudenkmäler in Bayern. Grundlage ist die Bayerische Denkmalliste, die auf Basis des Bayerischen Denkmalschutzgesetzes vom 1. Oktober 1973 erstmals erstellt wurde und seither durch das Bayerische Landesamt für Denkmalpflege geführt wird. Die folgenden Angaben ersetzen nicht die rechtsverbindliche Auskunft der Denkmalschutzbehörde.
 Diese Liste gibt den Fortschreibungsstand vom 19. August 2014 wieder und enthält 51 Baudenkmäler.

## Baudenkmäler nach Gemeindeteilen

### Stein
| Lage                                                                                   | Objekt | Beschreibung | Akten-Nr.     | Bild                                                            |
| -------------------------------------------------------------------------------------- | --- | --- | ------------- | --------------------------------------------------------------- |
| Alexanderstraße 1; Hauptstraße 26 (Standort)                                           | Wohn- und Geschäftshaus                                                                                    | Zweiflügeliger zweigeschossiger Satteldachbau mit Treppengiebeln und Giebeldachgauben, neugotischer Sandsteinquaderbau, um 1860/70, Erdgeschoss durch Ladeneinbau verändert | D-5-73-127-1  | BW                                                              |
| Alexanderstraße 6 (Standort)                                                           | Ehemalige Schule                                                                                           | Dreigeschossiger freistehender Satteldachbau, Sandsteinquaderbau im reduzierten Historismus, bezeichnet „1884“ | D-5-73-127-2  | Ehemalige Schule                                                |
| Alter Kirchplatz 4 (Standort)                                                          | Ehemaliges Spital                                                                                          | Zweigeschossiger Walmdachbau mit Fledermausgauben, verputzter Massivbau mit dorischen Eckpilastern, Gurtgesims und Kranzgesims, 1684 | D-5-73-127-3  | Ehemaliges Spital                                               |
| Alter Kirchplatz 8 (Standort)                                                          | Ehemalige Kirche der evangelisch-reformierten Gemeinde Nürnberg                                            | Dreigeschossiger freistehender Satteldachbau mit Dachreiter, Rechteckbau aus Sandsteinquadermauerwerk, Giebel mit Ziervasen und Voluten auf Konsolen, 1660, baulich verändert erste Hälfte 18. Jahrhundert | D-5-73-127-4  | Ehemalige Kirche der evangelisch-reformierten Gemeinde Nürnberg |
| Alter Kirchplatz 9 ()                                                                  | Wohnhaus, ehemaliges Doppelwohnhaus                                                                        | zweigeschossiger Satteldachbau mit Sandsteinquader- bzw. Bruchsteingiebel, Obergeschoss in Fachwerk, dendrochronologisch datiert 1752/53 | D-5-73-127-63 |                                                                 |
| Bahnhofstraße 1 (Standort)                                                             | Sogenanntes Junggesellenheim                                                                               | Zweigeschossiger freistehender Mansardwalmdachbau mit abgewalmten Zwerchgiebeln, Walmdacherkern sowie Mittel- und Eckrisaliten, Sichtziegelbau mit Werksteingliederung im Stil der Neurenaissance, um 1880/90 | D-5-73-127-5  | BW                                                              |
| Hauptstraße 13 (Standort)                                                              | Alte Apotheke                                                                                              | dreigeschossiges Eckhaus mit Satteldach und Schleppgauben, Erdgeschoss zum Teil verputztes Sandsteinquadermauerwerk des 19. Jahrhunderts, historisierende Fachwerkobergeschosse von 1937/38 | D-5-73-127-8  | Alte Apotheke                                                   |
| Hofwiesenweg 6 (Standort)                                                              | Bauernhof                                                                                                  | Eingeschossiger Wohnstallbau mit Satteldach und zweigeschossigem Zwerchhaus, Schleppgaube und Glockentürmchen, Massivbau aus Sandstein- und Ziegelmauerwerk, zum Teil verputzt, bezeichnet mit „1893“ | D-5-73-127-29 | BW                                                              |
| Hofwiesenweg 6 (Standort)                                                              | Bauernhof, Nebengebäude                                                                                    | Eingeschossiger Satteldachbau mit Aufzugserker, Sichtziegelbau, wohl um 1900 | D-5-73-127-29 | BW                                                              |
| Hofwiesenweg 6 (Standort)                                                              | Bauernhof, Einfriedung                                                                                     | Sandsteinsockel und -pfeiler, wohl vor 1900, Holzlattenzaun erneuert | D-5-73-127-29 | BW                                                              |
| Martin-Luther-Platz (Standort)                                                         | Denkmal | Bronze-Standbild von Lothar Freiherr von Faber auf Granitsockel, 1899 von Johann Rößner (Entwurf) und Christoph Lenz (Guss) | D-5-73-127-12 | Denkmal                                                         |
| Martin-Luther-Platz 1 (Standort)                                                       | Wohn- und Geschäftshaus                                                                                    | zweigeschossiger freistehender Satteldachbau, Sandsteinquaderbau mit neugotischem Dekor, Mittelrisalit mit Zwerchgiebel, um 1860/70, Erdgeschoss durch Ladeneinbau verändert | D-5-73-127-10 | BW                                                              |
| Martin-Luther-Platz 5; Martin-Luther-Platz 3; Nähe Kirchenweg; Kirchenweg 1 (Standort) | Evangelisch-lutherische Pfarrkirche                                                                        | Neugotische Saalkirche, Sandsteinquaderbau mit Satteldach und südlichem Mittelturm mit Zeltdach, 1861 von Baurat Bernhard Solger, erweitert „1911“ (bezeichnet); mit Ausstattung | D-5-73-127-11 | weitere Bilder                                                  |
| Martin-Luther-Platz 5; Martin-Luther-Platz 3; Nähe Kirchenweg; Kirchenweg 1 (Standort) | Friedhof mit neugotischem Mausoleum der Familie Faber-Castell                                              | Zentralbau aus Sandsteinquadern mit Zeltdach, um 1860/70, sowie zwei gusseisernen neugotischen Gedenksteinen, um 1875 | D-5-73-127-11 | weitere Bilder                                                  |
| Martin-Luther-Platz 5; Martin-Luther-Platz 3; Nähe Kirchenweg; Kirchenweg 1 (Standort) | Friedhof, Leichenhalle                                                                                     | Eingeschossiger neugotischer Sandsteinquaderbau mit Walmdach, Mittelrisalit mit Zwerchgiebel, bezeichnet „1870“ | D-5-73-127-11 | BW                                                              |
| Mecklenburger Platz 2, 4, 6, 8, 10, 12, 14, 16 (Standort)                              | Reihenhauszeile                                                                                            | Verputzte Massivbauten, vier zweigeschossige Traufseithäuser mit Satteldächern und Schleppgauben, um 1866, drei dazwischengestellte und die Reihe schließende historisierende Häuser, zweigeschossige Traufseithäuser mit Satteldach und Zwerchgiebeln, zum Teil mit Fachwerk, um 1900/05, sowie ein freistehendes Traufseithaus mit Satteldach und Schlepp- bzw. Giebelgauben, um 1866 | D-5-73-127-13 | BW                                                              |
| Mühlstraße 1 (Standort)                                                                | Ehemaliges Gasthaus Scharfes Eck, jetzt Stadtbücherei                                                      | Zweigeschossiges zweiflügeliges Eckhaus mit Satteldächern und Schleppgauben, freiliegendes Fachwerk, rückseitig Aufzugserker, 17./18. Jahrhundert | D-5-73-127-14 | weitere Bilder                                                  |
| Mühlstraße 2, 2 a (Standort)                                                           | Alte Bleimühle, Industriebau der Firma A. W. Faber-Castell                                                 | Vielgliedrige zwei- bis fünfgeschossige Anlage mit Sattel-, Walm- und Mansardwalmdächern, verputzte Massivbauten mit Fachwerkelementen und Schleppgauben, über Vorgängerbauten „1924“ (bezeichnet) errichtet | D-5-73-127-15 | Alte Bleimühle, Industriebau der Firma A. W. Faber-Castell      |
| Mühlstraße 9 (Standort)                                                                | Wohnhaus                                                                                                   | Zweigeschossiger freistehender Satteldachbau mit Schlepp- und Fledermausgauben, Massivbau mit verputztem Obergeschoss, Erdgeschoss und Westgiebel aus Sandsteinquadern, bezeichnet „1796“ | D-5-73-127-16 | BW                                                              |
| Mühlstraße 21 (Standort)                                                               | Ehemalige Bleistiftmanufaktur                                                                              | Zweigeschossiger freistehender Walmdachbau mit Walmdach- und Fledermausgauben, Sandsteinquaderbau, rückseitig verputztes Zwerchhaus mit Satteldach und Aufzugswalm, 1849/52 | D-5-73-127-17 | BW                                                              |
| Mühlstraße 27 (Standort)                                                               | Wohnhaus                                                                                                   | Zweigeschossige freistehender Bau mit Halbwalmdach, Zwerchgiebel und seitlichem Zwerchhaus, verputzter Massivbau mit Fachwerkelementen und Fenstergewänden aus Sandstein, Sandstein-Erker mit reichem Jugendstil-Dekor, bezeichnet „1907“ | D-5-73-127-18 | BW                                                              |
| Mühlstraße 27 (Standort)                                                               | Einfahrtstor                                                                                               | Sandsteinpfeiler und zweiflügeliges Eisentor, Jugendstil, um 1907 | D-5-73-127-18 | BW                                                              |
| Mühlstraße 29 (Standort)                                                               | Ehemaliges Waisenhaus, sogenanntes Ottilien-Stift                                                          | Stattlicher dreigeschossiger Neurenaissancebau mit Walmdach und Mittelrisaliten mit Zwerchgiebeln, Sichtziegelbau mit Sandsteingliederung, mit Figurengruppe, 1893 und 1903 (bezeichnet) | D-5-73-127-19 | BW                                                              |
| Nürnberger Straße 1 a (Standort)                                                       | Forstamt                                                                                                   | Langgestreckter zweigeschossiger Satteldachbau mit Mittelrisalit mit Zwerchgiebel und rückseitigem Dacherker, gotisierender Sandsteinquaderbau, um 1860 Ruine (Giebelwand) eines zugehörigen Nebengebäudes, gotisierender Sandsteinquaderbau, um 1860 | D-5-73-127-20 | BW                                                              |
| Nürnberger Straße 1 a (Standort)                                                       | Forstamt, Nebengebäude                                                                                     | Zweigeschossiger Satteldachbau mit Zwerchgiebel und Schleppgauben, Erdgeschoss aus Sandsteinquadern, historisierendes Fachwerk-Obergeschoss, zweite Hälfte 19. Jahrhundert | D-5-73-127-20 | BW                                                              |
| Nürnberger Straße 2, Castellstraße 140 (Standort)                                      | Fabrikgebäude der Bleistiftfabrik A. W. Faber-Castell                                                      | Zwei- bzw. dreigeschossige Bauten mit Lisenenputzgliederung und Flachdach bzw. Satteldach, um 1860 (teilweise im Gemeindegebiet von Nürnberg) | D-5-73-127-54 | weitere Bilder                                                  |
| Nürnberger Straße 2, Castellstraße 140 (Standort)                                      | Fabrikgebäude der Bleistiftfabrik A. W. Faber-Castell, Wasserturm                                          | Fünfgeschossig mit spitzbogigen Fenstern und Gesimsbändern, 1880 (teilweise im Gemeindegebiet von Nürnberg) | D-5-73-127-54 | BW                                                              |
| Nürnberger Straße 2, Castellstraße 140 (Standort)                                      | Fabrikgebäude der Bleistiftfabrik A. W. Faber-Castell, nördliche, östliche und südliche Erweiterungsbauten | Zweigeschossige verputzte Gebäude mit Mansardgiebeldach und Dacherkern, Gliederung mit Backsteinbändern, 1911 (teilweise im Gemeindegebiet von Nürnberg) | D-5-73-127-54 | BW                                                              |
| Nürnberger Straße 2, Castellstraße 140 (Standort)                                      | Fabrikgebäude der Bleistiftfabrik A. W. Faber-Castell, ehemalige Feuerwache                                | Eingeschossiger Bau mit Mansardwalmdach und drei Rundbogenöffnungen, um 1911 (teilweise im Gemeindegebiet von Nürnberg) | D-5-73-127-54 | BW                                                              |
| Nürnberger Straße 2, Castellstraße 140 (Standort)                                      | Fabrikgebäude der Bleistiftfabrik A. W. Faber-Castell, nördlicher Erweiterungsbau                          | Dreigeschossiger Satteldachbau mit Lisenengliederung und flachen Dreiecksgiebeln, Pilaster mit ionischem Kapitell, 1924 (teilweise im Gemeindegebiet von Nürnberg) | D-5-73-127-54 | BW                                                              |
| Nürnberger Straße 2, Castellstraße 140 (Standort)                                      | Fabrikgebäude der Bleistiftfabrik A. W. Faber-Castell, südöstliche Erweiterungsbauten                      | Dreigeschossige Satteldachbauten mit Lisenenputzgliederung, 1925/26 (teilweise im Gemeindegebiet von Nürnberg) | D-5-73-127-54 | BW                                                              |
| Nürnberger Straße 2, Castellstraße 140 (Standort)                                      | Fabrikgebäude der Bleistiftfabrik A. W. Faber-Castell, Kraftmaschinenhalle                                 | Dreifach in der Höhe gestaffeltes Gebäude mit pyramidalen Oberlichtern, mit technischer Ausstattung, 1926 (teilweise im Gemeindegebiet von Nürnberg) | D-5-73-127-54 | BW                                                              |
| Nürnberger Straße 10 (Standort)                                                        | Sogenanntes Beamtenwohnhaus                                                                                | Zweigeschossiger Walmdachbau über hakenförmigem Grundriss, zwei Zwerchhäuser mit Halbwalmdach und Walmdachgaube, Erdgeschoss aus Sandsteinquadern, Fachwerkobergeschoss, spätes 19. Jahrhundert | D-5-73-127-21 | BW                                                              |
| Obere Wassergasse 8 (Standort)                                                         | Wohnhaus                                                                                                   | Zum Fluss hin drei-, rückseitig zweigeschossiger Traufseitbau mit Satteldach und Schleppgaube, Sockelgeschoss massiv, Fachwerkobergeschosse, im Kern Fachwerkbau wohl des 18. Jahrhunderts | D-5-73-127-56 | BW                                                              |
| Ottilienstraße 1 (Standort)                                                            | Ehemalige Industrie- und Kinderschule                                                                      | Ein- und zweigeschossige, in drei Trakte differenzierte Anlage mit Sattel- bzw. Schopfwalmdächern, Zwerchgiebel und Schleppgauben, verputzter Massivbau mit Werksteingliederung, Dachreiter mit Glocke und Uhr, Jugendstilreliefs am Außenbau, 1903 gestiftet, 1905–06 erbaut | D-5-73-127-22 | Ehemalige Industrie- und Kinderschule                           |
| Rednitzstraße 2 (Standort)                                                             | Faber-Castellsches Schloss                                                                                 | Unregelmäßig dreigeschossige Anlage mit sogenanntem Kreuzgang und Schlosskapelle, Sandsteinquaderbauten mit Sattel- bzw. flachen Walmdächern und Walmdacherkern, östlicher Eckerker mit Zeltdach und fünfgeschossiger Turm mit Walmdach, älterer Teil von 1872, 1903–06 von Theodor von Kramer in Anlehnung an die deutsche Romanik stark erweitert; mit Ausstattung                    | D-5-73-127-23 | weitere Bilder                                                  |
| Rednitzstraße 2 (Standort)                                                             | Faber-Castellsches Schloss, Park mit Werksteineinfriedung                                                  | Zierelemente und zweiflügeliges Zugangstor aus Eisengittern, mit nordwestlichem Ecktürmchen mit Zeltdach, wohl um 1906 | D-5-73-127-23 | BW                                                              |
| Rednitzstraße 2 (Standort)                                                             | Faber-Castellsches Schloss im Park Reste der ehemals zugehörigen Stallbauten                               | | D-5-73-127-23 | BW                                                              |
| Rednitzstraße 4 (Standort)                                                             | Villa, zum Faber-Castellschen Schloss gehörig                                                              | Zweigeschossiger freistehender Sandsteinquaderbau mit Mittelpavillon und flachem Walmdach, mit erdgeschossigen Erkern, im französischen Barockstil, 1886 Park-Einfriedung, Eisengitterzaun mit Sandsteinpfeilern, wohl um 1886 | D-5-73-127-24 | BW                                                              |
| Regelsbacher Straße 46 (Standort)                                                      | Ehemaliger Stall- und Speicherbau                                                                          | Schmaler zweigeschossiger Giebelbau mit Satteldach, massives Sockelgeschoss und Fachwerkobergeschoss, 18. Jahrhundert | D-5-73-127-25 | BW                                                              |
| Regelsbacher Straße 50 (Standort)                                                      | Wohnhaus                                                                                                   | Zweigeschossiges freistehendes Satteldachhaus, Sandsteinquaderbau, rückseitig zweigeschossiger verputzter Anbau mit Pultdach, bezeichnet „1857“ | D-5-73-127-26 | BW                                                              |
| Untere Wassergasse 3 (Standort)                                                        | Wohnhaus, sogenannter Beckenstadel                                                                         | Zweigeschossiger freistehender Satteldachbau mit Giebelgauben, Erdgeschoss Sandsteinquadermauerwerk, Fachwerkobergeschoss, im Kern Fachwerkbau wohl um „1650“ (bezeichnet), im 18./19. Jahrhundert verändert | D-5-73-127-28 | BW                                                              |
| Untere Wassergasse 6 (Standort)                                                        | Wohnhaus                                                                                                   | Zum Fluss hin drei-, rückseitig eingeschossiger Traufseitbau mit Satteldach und Schleppgauben, Sockelgeschoss aus Sandsteinquadern, Fachwerkobergeschosse, im Kern Fachwerkbau wohl des 18. Jahrhunderts | D-5-73-127-55 | BW                                                              |
| Untere Wassergasse 10 (Standort)                                                       | Wohnhaus                                                                                                   | Zum Fluss hin zwei-, rückseitig eingeschossiger Traufseitbau mit Satteldach und Schlepp- bzw. Giebelgauben, Sockelgeschoss aus Sandsteinquadern, Fachwerkobergeschoss, im Kern Fachwerkbau wohl des 18. Jahrhunderts | D-5-73-127-57 | BW                                                              |

### Gutzberg
| Lage                                | Objekt                                                                                   | Beschreibung | Akten-Nr.     | Bild |
| ----------------------------------- | ---------------------------------------------------------------------------------------- | --- | ------------- | ---- |
| Gutzberger Dorfstraße 10 (Standort) | Bauernhof, Wohnstallhaus                                                                 | Eingeschossiger Satteldachbau mit Aufzugswalm und Schleppgauben, Sandsteinquaderbau, Erdgeschoss verputzt, Ostgiebel aus Fachwerk, 18. Jahrhundert, Umbau im 19. Jahrhundert                                                                           | D-5-73-127-36 | BW   |
| Gutzberger Dorfstraße 10 (Standort) | Bauernhof, Scheune                                                                       | Teils Fachwerk, teils Sandsteinquadermauerwerk, mit Satteldach, 18. Jahrhundert | D-5-73-127-36 | BW   |
| Gutzberger Dorfstraße 10 (Standort) | Bauernhof, Altsitzhaus (Wohnstallhaus)                                                   | Eingeschossiger Sandsteinquaderbau mit Satteldach, breiter Fachwerk-Schleppgaube und Aufzugserker, zum Teil verputzt, 19. Jahrhundert | D-5-73-127-36 | BW   |
| Gutzberger Dorfstraße 10 (Standort) | Bauernhof, Hofeinfahrt                                                                   | Sandsteinpfeiler und westlich anschließende Sandsteinquadermauer, bezeichnet 1754 | D-5-73-127-36 | BW   |
| Gutzberger Dorfstraße 24 (Standort) | Wohnstallhaus                                                                            | Eingeschossiger Satteldachbau mit Aufzugswalm, verputzter Sandsteinquaderbau mit westlichem Fachwerkgiebel, unter Verwendung einer älteren Anlage im späten 18. Jahrhundert errichtet, späterer Dachausbau mit Fachwerk-Fensterband, bezeichnet „1911“ | D-5-73-127-35 | BW   |
| Gutzberger Dorfstraße 24 (Standort) | Scheune                                                                                  | Langgestreckter Fachwerkbau mit Satteldach, im Kern 17. Jahrhundert, später verändert und erweitert, seit 1784 in Besitzteilung mit Anwesen Gutzberger Dorfstraße 28                                                                                   | D-5-73-127-35 | BW   |
| Gutzberger Dorfstraße 27 (Standort) | Ehemaliges sogenanntes Brandenburgisches Wirtshaus                                       | Zweigeschossiger verputzter Walmdachbau, rückseitig freiliegender Fachwerkgiebel, um 1728, Erweiterung bezeichnet „1778“ | D-5-73-127-30 | BW   |
| Gutzberger Dorfstraße 27 (Standort) | Ehemaliges sogenanntes Brandenburgisches Wirtshaus, angebautes Wohn-, Wirtschaftsgebäude | Zweigeschossiges verputztes Giebelhaus mit Satteldach, rückseitig freiliegender Fachwerkgiebel, wohl 19. Jahrhundert | D-5-73-127-30 | BW   |
| Gutzberger Dorfstraße 28 (Standort) | Sogenanntes Schwarzwälder Haus, Wohnstallhaus                                            | Eingeschossig mit Krüppelwalmdach und Holzgalerien an der Giebelfront, Erdgeschoss weitgehend Sandsteinquadermauerwerk, mittleres Erdgeschoss und Obergeschosse Fachwerk, Anfang 17. Jahrhundert                                                       | D-5-73-127-34 | BW   |
| Gutzberger Dorfstraße 28 (Standort) | Sogenanntes Schwarzwälder Haus, zugehörig Scheune                                        | Langgestreckter Fachwerkbau mit Satteldach, im Kern 17. Jahrhundert, später verändert und erweitert, seit 1784 in Besitzteilung mit Anwesen Gutzberger Dorfstraße 24                                                                                   | D-5-73-127-34 | BW   |
| Gutzberger Dorfstraße 28 (Standort) | Sogenanntes Schwarzwälder Haus, Schuppen                                                 | Schmaler eingeschossiger Fachwerkbau mit Satteldach, wohl 17./18. Jahrhundert | D-5-73-127-34 | BW   |
| Gutzberger Dorfstraße 37 (Standort) | Ehemaliges Wohnstallhaus                                                                 | Zweigeschossiger Traufseitbau mit Krüppelwalmdach, Erdgeschoss massiv verputzt, Obergeschoss und Giebelfeld freiliegendes Fachwerk, um 1907, Dachausbau mit Schleppgaube modern                                                                        | D-5-73-127-32 | BW   |
| Gutzberger Dorfstraße 40 (Standort) | Wohnstallhaus                                                                            | Eingeschossiger verputzter Sandsteinquaderbau mit Satteldach, dreigeschossiger verputzter Fachwerkgiebel, 18./19. Jahrhundert | D-5-73-127-33 | BW   |
| Gutzberger Dorfstraße 42 (Standort) | Bauernhaus                                                                               | Eingeschossiger Sandsteinquaderbau mit dreigeschossigem Satteldach, im Kern spätes 18. Jahrhundert, bezeichnet „1841“ | D-5-73-127-31 | BW   |

### Loch
| Lage               | Objekt        | Beschreibung | Akten-Nr.     | Bild |
| ------------------ | ------------- | --- | ------------- | ---- |
| Loch 26 (Standort) | Wohnstallhaus | Zweiteiliger verputzter Massivbau mit Satteldachbau, bezeichnet „1888“                                                                  | D-5-73-127-59 | BW   |
| Loch 26 (Standort) | Wohnstallhaus | Zweigeschossiger jüngerer Anbau mit Krüppelwalmdach, späterer Dachausbau mit Fachwerkfensterband                                        | D-5-73-127-59 | BW   |
| Loch 44 (Standort) | Wohnstallhaus | Eingeschossiger verputzter Sandsteinquaderbau mit dreigeschossigem Satteldach und Schleppgauben, bezeichnet „1775“, moderner Dachausbau | D-5-73-127-37 | BW   |

### Oberbüchlein
| Lage                                       | Objekt                                     | Beschreibung | Akten-Nr.     | Bild |
| ------------------------------------------ | ------------------------------------------ | --- | ------------- | ---- |
| Oberbüchlein 3 (Standort)                  | Bauernhof, Wohnstallhaus                   | Zweigeschossiger traufständiger Satteldachbau, rückseitiges Erdgeschoss massiv verputzt, Obergeschoss und östliche Giebelwand freiliegendes Fachwerk, 17. Jahrhundert, Giebel 19. Jahrhundert                   | D-5-73-127-40 | BW   |
| Oberbüchlein 3 (Standort)                  | Bauernhof, Nebengebäude                    | Eingeschossiger, straßenseitig verputzter Fachwerkbau mit Satteldach, wohl 18./19. Jahrhundert | D-5-73-127-40 | BW   |
| Oberbüchlein 3 (Standort)                  | Bauernhof, Scheunenbau                     | Sandsteinquaderbau mit Satteldach und Fachwerk-Giebeln, 18. Jahrhundert | D-5-73-127-40 | BW   |
| Oberbüchlein 3 (Standort)                  | Bauernhof, Hofeinfahrt                     | Sandsteinpfeiler bezeichnet „1786“, mit östlich anschließender Mauer | D-5-73-127-40 | BW   |
| Oberbüchlein 7; In Oberbüchlein (Standort) | Wohnstallhaus                              | Eingeschossiger Traufseitbau mit Satteldach, Fachwerkbau, Erdgeschoss straßenseitig sowie Westgiebel aus Sandsteinquadern, im Kern wohl zweite Hälfte 17. Jahrhundert, bezeichnet „1738“, jüngere Schleppgauben | D-5-73-127-39 | BW   |
| Oberbüchlein 7; In Oberbüchlein (Standort) | Wohnstallhaus, zugehörig ehemalige Scheune | Eingeschossiger Fachwerkbau mit Satteldach, bezeichnet „1880“ | D-5-73-127-39 | BW   |

### Oberweihersbuch
| Lage                              | Objekt                                          | Beschreibung | Akten-Nr.     | Bild |
| --------------------------------- | ----------------------------------------------- | --- | ------------- | ---- |
| Locher Straße 8 a, 8 b (Standort) | Bauernhof                                       | stattliche Fachwerkscheune, langgestreckter Fachwerkbau mit Satteldach und Schleppgauben, rückseitig Aufzugsgaube, 18. Jahrhundert                         | D-5-73-127-41 | BW   |
| Locher Straße 8 a, 8 b (Standort) | Bauernhof                                       | ehemaliger Kleinviehstall, langgestreckter Satteldachbau, Erdgeschoss Sandsteinquadermauerwerk, Obergeschoss freiliegendes Fachwerk, bezeichnet mit "1788" | D-5-73-127-41 | BW   |
| Pfarrweg 2 (Standort)             | Evangelisch-lutherische Pfarrkirche St. Jakobus | expressionistischer massiver Saalbau mit geschweiftem Bohlenbinderdach, westlicher Mittelturm mit Spitzhelm, 1928 errichtet; mit Ausstattung               | D-5-73-127-52 | BW   |

### Sichersdorf
| Lage                                 | Objekt                                      | Beschreibung | Akten-Nr.     | Bild |
| ------------------------------------ | ------------------------------------------- | --- | ------------- | ---- |
| Sichersdorfer Straße 6, 8 (Standort) | Wohnstallhaus                               | Eingeschossiger Traufseitbau mit Satteldach und Giebeldachgauben, Erdgeschoss massiv verputzt, mit westlichem Ziegelmauerwerksgiebel und östlichem Sichtfachwerkgiebel, zweite Hälfte 17. Jahrhundert | D-5-73-127-42 | BW   |
| Sichersdorfer Straße 6, 8 (Standort) | Wohnstallhaus, zugehörig ehemaliges Hofhaus | Zweigeschossiger Walm- bzw. Halbwalmdachbau, Erdgeschoss weitgehend Sandsteinquadermauerwerk, Obergeschoss freiliegendes Fachwerk, Anfang 18. Jahrhundert                                             | D-5-73-127-42 | BW   |

### Unterbüchlein
| Lage                        | Objekt        | Beschreibung | Akten-Nr.     | Bild |
| --------------------------- | ------------- | --- | ------------- | ---- |
| In Unterbüchlein (Standort) | Bildstock     | Sandstein, 15. Jahrhundert | D-5-73-127-47 | BW   |
| Unterbüchlein 6 (Standort)  | Wohnstallhaus | Eingeschossiger verputzter Massivbau mit Satteldach und Sichtfachwerkgiebel, Anfang 18. Jahrhundert, im frühen 19. Jahrhundert wohl weitgehend erneuert Ehemaliges Hofhaus, eingeschossiger Fachwerkbau mit Satteldach, Ende 17. Jahrhundert, Giebeldachgaube modern Sandstein-Zaunpfeiler mit Urnenaufsätzen und Reste der Hofmauer, Hofeinfahrt bezeichnet „1798“                                                                                                  | D-5-73-127-44 | BW   |
| Unterbüchlein 12 (Standort) | Wohnstallhaus | Eingeschossiger Satteldachbau mit Schleppgauben, Sandsteinquaderbau mit östlichem Fachwerkgiebel, erste Hälfte 18. Jahrhundert, um „1832“ (bezeichnet) Wohnteil weitgehend erneuert Scheune, Sandsteinquaderbau mit Satteldach, bezeichnet „1799“, südlicher Fachwerkgiebel wohl erste Hälfte 19. Jahrhundert Nebengebäude, Satteldachbau aus Sandstein-Bruchstein- und -Quadermauerwerk sowie südlichem Fachwerkgiebel, zum Teil verputzt, wohl 18./19. Jahrhundert | D-5-73-127-45 | BW   |
| Unterbüchlein 19 (Standort) | Wohnstallhaus | Eingeschossiger Sandsteinquaderbau mit Satteldach und breiter Fachwerkschleppgaube, mit östlichem Sichtfachwerkgiebel, 17. Jahrhundert, Sandstein-Westgiebel um „1840“ (bezeichnet) erneuert | D-5-73-127-46 | BW   |

### Unterweihersbuch
| Lage                      | Objekt        | Beschreibung | Akten-Nr.     | Bild |
| ------------------------- | ------------- | --- | ------------- | ---- |
| Asbacher Weg 3 (Standort) | Wohnstallhaus | Eingeschossiger Sandsteinquaderbau mit Satteldach und abgeschleppter Fachwerk-Bandgaube, spätes 18./frühes 19. Jahrhundert, Umbau um 1900                              | D-5-73-127-60 | BW   |
| Eichenweg 5 (Standort)    | Wohnstallhaus | Stattlicher eingeschossiger Satteldachbau, Sandsteinquaderbau mit Sichtfachwerkgiebel, 18. Jahrhundert, Fachwerk-Schleppgaube mit Ziegelausfachung weitgehend erneuert | D-5-73-127-50 | BW   |

## Ehemalige Baudenkmäler
In diesem Abschnitt sind Objekte aufgeführt, die früher einmal in der Denkmalliste eingetragen waren, jetzt aber nicht mehr. Objekte, die in anderem Zusammenhang also z. B. als Teil eines Baudenkmals weiter eingetragen sind, sollen hier nicht aufgeführt werden. Aktennummern in diesem Abschnitt sind ehemalige, jetzt nicht mehr gültige Aktennummern.

| Lage                                                             | Objekt                          | Beschreibung | Akten-Nr.     | Bild |
| ---------------------------------------------------------------- | ------------------------------- | ------------ | ------------- | ---- |
| Unterweihersbuch Schanzweg am Faberwald, südlich Asbacher Weg () | Kronwerk von Wallensteins Lager | 1632         | D-5-73-127-51 |      |

## Abgegangene Baudenkmäler
In diesem Abschnitt sind Objekte aufgeführt, die früher einmal in der Denkmalliste eingetragen waren, jetzt aber nicht mehr existieren, z. B. weil sie abgebrochen wurden. Aktennummern in diesem Abschnitt sind ehemalige, jetzt nicht mehr gültige Aktennummern.

| Lage                                    | Objekt        | Beschreibung | Akten-Nr.     | Bild |
| --------------------------------------- | ------------- | --- | ------------- | ---- |
| Unterweihersbuch Eichenweg 1 (Standort) | Wohnstallhaus | Stattlicher eingeschossiger Satteldachbau, verputzter Massivbau aus Sandsteinquader- und Ziegelmauerwerk, 18./19. Jahrhundert | D-5-73-127-49 | BW   |